# 生馬村
生馬村（いくまむら・いこまむら）は、島根県八束郡にあった町。現在の松江市中心部の北西一帯、佐陀川の左岸にあたる。

## 地理
- 湖沼：宍道湖
- 山岳：鳥子山
- 河川：佐陀川

## 歴史
- 1889年（明治22年）4月1日 - 町村制の施行により、島根郡東生馬村・西生馬村・上佐陀村・下佐陀村・薦津村・浜佐田村の区域をもって発足。
- 1896年（明治29年）4月1日 - 所属郡が八束郡に変更。
- 1953年（昭和28年）4月1日 - 松江市に編入。同日生馬村廃止。